# George Fairbairn
Pas d'image ? Cliquez ici

a Compétitions nationales et continentales officielles uniquement.

b Matchs officiels uniquement.
George Fairbairn est un joueur et entraîneur de rugby à XIII international anglais et international britannique évoluant au poste d'arrière et d'ailier.
Il commence par jouer au rugby à XV à Kelso et il passe au rugby à XIII en signant pour Wigan puis à Hull KR. Il marque profondément l'histoire de ce sport en étant longtemps le recordman de points marqués en sélection d'Angleterre avec 96 points inscrits. En club, il remporte le championnat d'Angleterre de rugby à XIII à deux reprises en 1984 et 1985.

## Palmarès
- Collectif :
  - Vainqueur du Championnat d'Angleterre : 1984 et 1985 (Hull KR).
  - Finaliste de la Coupe du monde : 1975 (Angleterre) et 1977 (Grande-Bretagne).
  - Finaliste du Championnat d'Angleterre : 1975 (Wigan) et 1983 (Hull KR).
  - Finaliste du Coupe d'Angleterre : 1986 (Hull KR).
- Individuel :
  - Meilleur joueur du Championnat d'Angleterre : 1980 (Wigan).
  - Meilleur marqueur de points de la Coupe du monde : 1977 (Grande-Bretagne).